# Cecilia (película)
Cecilia es una película cubana producida en 1981 y dirigida por Humberto Solás. El guion está basado en la novela Cecilia Valdés o la loma del ángel, de Cirilo Villaverde.

## Trama
En 1830 Cecilia Valdés, hija del sastre Uribe y su mujer, de origen africano, vive en Cuba. A causa de su belleza y su piel extraordinariamente blanca, su madre y su abuela quieren que Cecilia se case con un hombre rico. En una fiesta Cecilia conoce a Leonardo Gamboa, hijo de una familia rica, que tiene una gran plantación con muchos esclavos. Leonardo se enamora de Cecilia inmediatamente. José Pimenta, un amigo de Uribe que está enamorado de Cecilia, prepara una rebelión de esclavos. Uribe está inseguro de querer participar en esta rebelión. Para evitar su amor por Leonardo, Cecilia esconde a un herido buscado por revolucionario en su casa. La madre de Leonardo lo obliga a casarse con Isabel, una mujer blanca de la buena sociedad. Además conduce al jefe de la policía al escondite del revolucionario buscado. Leonardo no tiene suficiente fuerza para resistir a su madre. Luego de una querella Cecilia se va. Durante una fiesta de carnaval comienza la rebelión. Uribe quiere matar a un miliciano, pero fracasa, porque no le puede disparar en el momento decidido y los soldados lo capturan. José quiere venganza por el revolucionario traicionado por la madre de Leonardo. Cecilia le da un puñal y le pide no matar Leonardo, solamente a su madre. Para escapar de la policía José se disfraza con los hábitos tradicionales de un monje. Durante la boda José entra en la iglesia y mata a Leonardo. Cecilia salta de la torre de la iglesia.
En la primera mitad del siglo XIX Cuba continuaba bajo su condición de colonia española.  Imperaba  el  sistema  esclavista,  con  una  marcada  divisióneconómica-social entre los grandes adinerados blancos, los mulatos libres y losnegros esclavos africanos y donde el trabajo de estos últimos constituía elsustento  a  la  base  económica.  Existían  en  la  Isla  fuertes  contradiccionesinternas dadas por las condiciones y el modo de vivir que  España habíaimpuesto  en  Cuba  hacía  tres  siglos  atrás,  la  falta  de  libertades  políticasreflejada en la ilegalidad de la formación de partidos políticos , la decadente de economía dada por rígido control que ejercía España sobre Cuba, los altos impuestos  y  tributos,  la  permanencia  de  la  esclavitud  que  comenzó  a representar un retraso para el desarrollo de la producción y para los negros esclavos constituía la mayor representación de violación a su condición de seres humanos. Todos estos elementos agudizaron las contradicciones entre la colonia y la metrópoli.A raíz de dichos enfrentamientos surgen corrientes políticas que representaban los intereses de los diferentes sectores sociales. Dichas corrientes fueron el reformismo, el anexionismo, independentismo y abolicionismo; y a pesar de que no representaban los mismos intereses si perseguían un mismo lograr un cambio en la sociedad criolla de la época. Muchos de sus representantes organizaron  alzamientos  e  intentos  por  dar  pie  a  un  cambio,  pero  toda manifestación fue brutalmente reprimida por las autoridades españolas. En el contexto cultural se puede ver claramente una fusión entre la cultura española; en el modo de vestir, la comida, las fiestas y la religión cristiana, y la africana se puede las religiones destacándose la yoruba como predominante.En  conclusión, este  período  se  caracterizó  por las fuertes contradicciones político-económicas y sociales y el surgimiento de las corrientes políticas que servirían como base para las futuras acciones que desatarían la guerra que cambiaría el curso de la situación del país.

## Reparto
- Daisy Granados como Cecilia.
- Imanol Arias como Leonardo.
- Raquel Revuelta como Madre de Leonardo.
- Miguel Benavides
- Eslinda Núñez
- José Antonio Rodríguez como Uribe.
- Gerardo Riverón
- Nelson Villagra
- Alfredo Mayo como General Vives.
- Enrique Almirante
- Mayda Limonta
- Angel Toraño
- Hilda Oates